# خوسيه أندرادي
خوسيه لياندرو أندرادي (بالإسبانية: José Leandro Andrade) الشهير باسم خوسيه أندرادي (22 نوفمبر 1901 في سالتو، الأوروغواي – 5 أكتوبر 1957 في مونتيفيديو، الأوروغواي) لاعب كرة قدم أوروغواياني كان يجيد اللعب في مركز الوسط الأيمن.

## السيرة الذاتية

### النشأة
ولد أندرادي في سالتو سنة 1901 من أم أرجنتينية. الأب المفترض خوسيه إغناسيو أندرادي كان مذكور في شهادة الميلاد كشاهد. أندرادي الكبير كان يبلغ وقتها من العمر 98 سنة عند ولادة أندرادي الصغير وهو متمرس في السحر الأفريقي ومن المتوقع أنه يكون أفريقي المولد وقد هرب من البرازيل.
بعد عدة سنوات انتقل أندرادي الصغير للعيش مع عمته في منطقة باليرمو باريو في العاصمة مونتيفيديو.
قبل عصر الاحتراف في كرة القدم الأوروغوايانية عمل أندرادي في العديد من الأعمال ومنها عازف موسيقي في الاحتفالات حيث كان وقتها يجيد العزف على الطبل، الكمان، والدف  كما عمل ماسحا للأحذية وبائع صحف.

### حياته التالية
تم توجيه دعوة رسمية إلى أندرادي من أجل أن يكون ضيف شرف على بطولة كأس العالم لكرة القدم 1950 التي أقيمت في البرازيل وتوج فيها منتخب بلاده بالبطولة. ابن شقيقته فيكتور رودريغيز أندرادي كان ضمن التشكيلة وقرر وضع لقب خاله مع اسمه تكريما له.
في سنة 1956 وجده الصحفي الألماني فريتز هاك مدمنا على شرب الكحول ويعيش في شقة صغيرة في منطقة فقيرة في مونتيفيديو.
بعد إصابته بمرض السل توفي أندرادي معانا من الفقر الشديد في دار بينيرو ديل كامبو للشفاء في مونتيفيديو.

## المسيرة الرياضية

### الأندية
عندما كان أندرادي مراهقا انضم إلى نادي ميرامار ميشنس.
في بداية العشرينات انتقل إلى نادي بيلا فيستا حيث لعب 71 مباراة مسجلا 7 أهداف. نتيجة لتقديمه أداء عالي المستوى تم اختياره لتمثيل منتخب الأوروغواي.
انتقل بعدها أندرادي إلى نادي ناسيونال مونتيفيديو حيث حقق بطولة دوري الدرجة الممتازة 4 مرات بالإضافة إلى لقب 3 بطولات كؤوس.
في سنة 1930 انتقل أندرادي إلى نادي بينارول حيث لعب 88 مباراة علما بأنه قبل أنضمامه إلى نادي ميرامار ميشنس خضع لتجربة اختبار في نادي بينارول ولكنه فشل في إثارة اعجاب المسئولين.
اعتبارا من منتصف الثلاثينات لعب أندرادي في أندية أتلتيكو أتلانتا، لانوس، تاليريس كوردوبا، أرجنتينوس جونيورز (الأرجنتين) ومونتيفيديو واندررز (الأوروغواي).

### منتخب الأوروغواي
شارك أندرادي في 34 مباراة دولية مع منتخب الأوروغواي مسجلا هدف واحد من 1923 إلى 1930.

### كأس أمريكا الجنوبية
تستطاع أن يساهم أندرادي في تحقيق منتخب الأوروغواي لقب بطولة كأس أمريكا الجنوبية في سنوات 1923 ، 1924 ، و1926.

### دورة الألعاب الأولمبية 1924
حقق أندرادي أول ميدالية ذهبية له في دورة الألعاب الأولمبية 1924 التي أقيمت في العاصمة الفرنسية باريس. اعتبر في هذه الدورة أول لاعب أسود يشارك في مسابقة كرة القدم. تم إطلاق لقب عليه وهو الأسود العجيب والجوهرة السوداء حتى سنة 1958 عندما ثبت هذا اللقب لصالح البرازيلي بيليه.
نتيجة لهذا الفوز وافق الاتحاد الأوروغواياني لكرة القدم على طلب الاتحاد الأرجنتيني لكرة القدم على عقد مباراتي تحدي ذهاب وإياب بين المنتخبين. في مباراة الإياب التي أقيمت على ملعب باراكاس الرياضي في بوينس آيرس رمى مشجعو منتخب الأرجنتين لاعبي منتخب الأوروغواي بالحجارة فما كان من أندرادي إلا تحريض زملائه ومساعدته في إعادة حذف الحجارة على المشجعين وانسحبوا من المباراة وقرر الاتحاد الأوروغواياني عدم عقد أي مباراة ودية بين المنتخبين مستقبلا.

### دورة الألعاب الأولمبية 1928

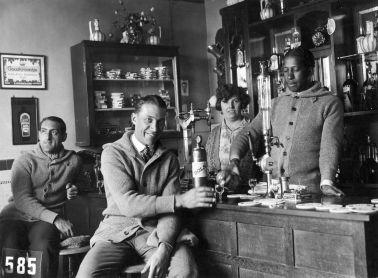
أندرادي خلف المنضدة يسكب النبيذ لزميله في أمستردام

في العاصمة الهولندية أمستردام ساهم أندرادي في تحقيق الميدالية الذهبية لدورة الألعاب الأولمبية 1928. في مباراة الدور النصف النهائي أمام منتخب إيطاليا اصطدم أندرادي بقائم المرمى وتعرض إلى إصابة في أحد عينيه نتج عنه إصابته بالعمى في هذه العين.

### كأس العالم لكرة القدم 1930
على الرغم من عدم تقديم أندرادي الأداء العالي المستوى المعروف عنه إلا أنه تم اختياره في منتخب البطولة في نهايتها. في سنة 1994 اختارته مجلة فرانس فوتبول الفرنسية في المركز العاشر في أعظم لاعبي كرة القدم الذين شاركوا في بطولة كأس العالم.
تم وضح لوحة جدارية بها صورته في أحد مرافق ملعب سنتيناريو تكريما له.

## أسلوب اللعب
من عاصر أندرادي قالوا عنه بأنه كان لاعب كرة قدم نزيه وذكي ولا يحتفل بتسجيل الأهداف. كان يحب اللعب بطريقة مباشرة مبتعدا عن الالتحامات الجسدية التي يفضلها باقي زملائه.

## الإنجازات

### الأندية
- ناسيونال مونتيفيديو
  - دوري الدرجة الممتازة (4) : 1926، 1928، 1929، 1930

### المنتخب
- منتخب الأوروغواي
  - ذهبية دورة الألعاب الأولمبية (2) : 1924، 1928
  - كأس العالم لكرة القدم (1) : 1930
  - كأس أمريكا الجنوبية :
    - المركز الأول (3) : 1923، 1924، 1926
    - المركز الثاني (1) : 1927
    - المركز الثالث (1) : 1929

### فرديا
- الاتحاد الدولي لتاريخ وإحصاءات كرة القدم : أفضل لاعب كرة قدم في القرن العشرين : المركز 29
- منتخب بطولة كأس العالم لكرة القدم 1930
- مجلة فرانس فوتبول : أفضل لاعبي كرة القدم الذين شاركوا في بطولات كأس العالم : المركز 10